# Chłopsko-Robotnicza Demokratyczna Partia Chin
Chłopsko-Robotnicza Demokratyczna Partia Chin (chiń. upr. 中国农工民主党; chiń. trad. 中國農工民主黨; pinyin Zhōngguó Nónggōng Mínzhǔdǎng) – jedna z tzw. partii demokratycznych działających w ChRL.

## Historia
Założona w 1927 pod nazwą Tymczasowy Komitet Działania Chińskiej Partii Narodowej przez grupę działaczy o poglądach narodowo-lewicowych. W 1930 zorganizowana na wzór centralizmu demokratycznego. Zwalczana przez Kuomintang, zeszła w 1931 do podziemia.
W 1944 weszła w skład Chińskiej Ligi Demokratycznej, jednak wystąpiła z niej w 1947, przyjmując obecną nazwę.
W czerwcu 2017 roku liczyła 157 tysięcy członków, głównie osoby związane ze służbą zdrowia, kulturą i edukacją.